# Gran Premi de Portugal del 2021
El Gran Premi de Portugal del Fórmula 1, la tercera cursa de la temporada 2021 va ser disputat al Circuit d'Algarve, a Portimão entre els dies 30 d'abril a 2 de maig de 2021.

## Qualificació
La qualificació es va celebrar el dia 1 de maig.
| Pos                  | No | Pilot              | Constructor           | Part 1   | Part 2   | Part 3   | Sortida |
| -------------------- | -- | ------------------ | --------------------- | -------- | -------- | -------- | ------- |
| 1                    | 77 | Valtteri Bottas    | Mercedes              | 1:18.722 | 1:18.458 | 1:18.348 | 1       |
| 2                    | 44 | Lewis Hamilton     | Mercedes              | 1:18.857 | 1:17.968 | 1:18.355 | 2       |
| 3                    | 33 | Max Verstappen     | Red Bull-Honda        | 1:19.485 | 1:18.650 | 1:18.746 | 3       |
| 4                    | 11 | Sergio Pérez       | Red Bull-Honda        | 1:19.337 | 1:18.845 | 1:18.890 | 4       |
| 5                    | 55 | Carlos Sainz Jr.   | Ferrari               | 1:19.309 | 1:18.813 | 1:19.039 | 5       |
| 6                    | 31 | Esteban Ocon       | Alpine-Renault        | 1:19.092 | 1:18.586 | 1:19.042 | 6       |
| 7                    | 4  | Lando Norris       | McLaren-Mercedes      | 1:18.794 | 1:18.481 | 1:19.116 | 7       |
| 8                    | 16 | Charles Leclerc    | Ferrari               | 1:19.373 | 1:18.769 | 1:19.306 | 8       |
| 9                    | 10 | Pierre Gasly       | AlphaTauri-Honda      | 1:19.464 | 1:19.052 | 1:19.475 | 9       |
| 10                   | 5  | Sebastian Vettel   | Aston Martin-Mercedes | 1:19.403 | 1:18.970 | 1:19.659 | 10      |
| 11                   | 63 | George Russell     | Williams-Mercedes     | 1:19.797 | 1:19.109 |          | 11      |
| 12                   | 99 | Antonio Giovinazzi | Alfa Romeo-Ferrari    | 1:19.410 | 1:19.216 |          | 12      |
| 13                   | 14 | Fernando Alonso    | Alpine-Renault        | 1:19.728 | 1:19.456 |          | 13      |
| 14                   | 22 | Yuki Tsunoda       | AlphaTauri-Honda      | 1:19.684 | 1:19.463 |          | 14      |
| 15                   | 7  | Kimi Räikkönen     | Alfa Romeo-Ferrari    | 1:19.748 | 1:19.812 |          | 15      |
| 16                   | 3  | Daniel Ricciardo   | McLaren-Mercedes      | 1:19.839 |          |          | 16      |
| 17                   | 18 | Lance Stroll       | Aston Martin-Mercedes | 1:19.913 |          |          | 17      |
| 18                   | 6  | Nicholas Latifi    | Williams-Mercedes     | 1:20.285 |          |          | 18      |
| 19                   | 47 | Mick Schumacher    | Haas-Ferrari          | 1:20.452 |          |          | 19      |
| 20                   | 9  | Nikita Mazepin     | Haas-Ferrari          | 1:20.912 |          |          | 20      |
| 107% Temps: 1:24.232 |    |                    |                       |          |          |          |         |
| Font                 |    |                    |                       |          |          |          |         |

Notes

- Primera pole position per a Valtteri Bottas de la temporada i des del Gran Premi de Sakhir del 2020.
- Sebastian Vettel es classifica per la Q3 per primer cop des que està amb Aston Martin i des de Gran Bretanya 2020. A més supera a Lance Stroll per primer cop des que són companys d'equip
- Carlos Sainz Jr. obté la seva millor posició de partida des que està amb Ferrari i primer cop que guanya el seu company d'equip aquesta temporada en classificació.
- Segon cop que els dos Alfa Romeo superen el tall de la Q1 aquest 2021.
- És el primer cop que un pilot de McLaren es queda eliminat a la primera ronda aquest any.

## Resultats després de la cursa
La cursa va ser realitzada en el dia 2 de maig.
| Pos                                                                | No | Pilot              | Constructor           | Voltes | Temps / Retirada | Pos.Sortida | Punts |
| ------------------------------------------------------------------ | -- | ------------------ | --------------------- | ------ | ---------------- | ----------- | ----- |
| 1                                                                  | 44 | Lewis Hamilton     | Mercedes              | 66     | 1:34.31.421      | 2           | 25    |
| 2                                                                  | 33 | Max Verstappen     | Red Bull-Honda        | 66     | +29.148          | 3           | 18    |
| 3                                                                  | 77 | Valtteri Bottas    | Mercedes              | 66     | +33.530          | 1           | 161   |
| 4                                                                  | 11 | Sergio Pérez       | Red Bull-Honda        | 66     | +39.735          | 4           | 12    |
| 5                                                                  | 4  | Lando Norris       | McLaren-Mercedes      | 66     | +51.369          | 7           | 10    |
| 6                                                                  | 16 | Charles Leclerc    | Ferrari               | 66     | +55.781          | 8           | 8     |
| 7                                                                  | 31 | Esteban Ocon       | Alpine-Renault        | 66     | +63.749          | 6           | 6     |
| 8                                                                  | 14 | Fernando Alonso    | Alpine-Renault        | 66     | +64.808          | 13          | 4     |
| 9                                                                  | 3  | Daniel Ricciardo   | McLaren-Mercedes      | 66     | +75.369          | 16          | 2     |
| 10                                                                 | 10 | Pierre Gasly       | AlphaTauri-Honda      | 66     | +76.463          | 9           | 1     |
| 11                                                                 | 55 | Carlos Sainz Jr.   | Ferrari               | 66     | +78.955          | 5           |       |
| 12                                                                 | 99 | Antonio Giovinazzi | Alfa Romeo-Ferrari    | 65     | +1 volta         | 12          |       |
| 13                                                                 | 5  | Sebastian Vettel   | Aston Martin-Mercedes | 65     | +1 volta         | 10          |       |
| 14                                                                 | 18 | Lance Stroll       | Aston Martin-Mercedes | 65     | +1 volta         | 17          |       |
| 15                                                                 | 22 | Yuki Tsunoda       | AlphaTauri-Honda      | 65     | +1 volta         | 14          |       |
| 16                                                                 | 63 | George Russell     | Williams-Mercedes     | 65     | +1 volta         | 11          |       |
| 17                                                                 | 47 | Mick Schumacher    | Haas-Ferrari          | 64     | +2 voltes        | 19          |       |
| 18                                                                 | 6  | Nicholas Latifi    | Williams-Mercedes     | 64     | +2 voltes        | 18          |       |
| 19                                                                 | 9  | Nikita Mazepin     | Haas-Ferrari          | 64     | +2 voltes2       | 20          |       |
| Ret                                                                | 7  | Kimi Räikkönen     | Alfa Romeo-Ferrari    | 1      | Col·lisió        | 15          |       |
| Volta ràpida: Valtteri Bottas (Mercedes) – 1:19.865 (en el lap 65) |    |                    |                       |        |                  |             |       |
| Font:                                                              |    |                    |                       |        |                  |             |       |

Notes

- Max Verstappen havia marcat la volta ràpida de la cursa, però se la van invalidar per excedir els track limits a la corba 14 del traçat. Per tant, Valtteri Bottas es quedà amb el punt extra
- Nikita Mazepin va ser penalitzat per 5 segons per ignorar la bandera blava.
- Primera vegada que Sebastian Vettel supera a Lance Stroll en una cursa aquesta temporada.
- MIllor resultat per Fernando Alonso des del seu retorn a la Fórmula 1 i des del Gran Premi de Singapur del 2018 quan va finalitzar setè a bord del McLaren MCL33

## Classificació després de la cursa
| Pos. | Pilot           | Punts | Canvis |
| ---- | --------------- | ----- | ------ |
| 1    | Lewis Hamilton  | 69    | =      |
| 2    | Max Verstappen  | 61    | =      |
| 3    | Lando Norris    | 37    | =      |
| 4    | Valtteri Bottas | 32    | 1      |
| 5    | Charles Leclerc | 28    | 1      |

| Pos. | Constructor      | Punts | Canvis  |
| ---- | ---------------- | ----- | ------- |
| 1    | Mercedes         | 101   | =       |
| 2    | Red Bull-Honda   | 83    | =       |
| 3    | McLaren-Mercedes | 53    | =       |
| 4    | Ferrari          | 42    | =       |
| 5    | Alpine-Renault   | 13    | Augment |